# أبو الحسن الطهراني
المولى أبو الحسن بن أبي القاسم بن عبد العزيز بن محمد بن باقر بن نعمة الله المازندراني الطهراني (1200 هـ - 1272 هـ). هو رجل دين وفقيه شيعي إيراني من أهل طهران، وقد ابتدأ بالدراسة الحوزويَّة في موطنه، كما درس في أصفهان على محمد إبراهيم الكلباسي، ثم درس سنتين في كربلاء على علي الطبأطبائي. وقد عاد في فترة لاحقة للدراسة عند الكلباسي، وحصل منها على إجازة الاجتهاد. ثم عاد إلى موطنه طهران، واهتمَّ بالوعظ والإرشاد وتصنيف الكتب والرسائل إلى أن توفي بها سنة 1272 هـ.

## مؤلفاته
| - لمعات الأصول. | - الفقه الاستدلالي. |

### الكتب
- موسوعة مؤلفي الإمامية. مجمع الفكر الإسلامي، طبع قم - إيران، 1420 هـ، منشورات مجمع الفكر الإسلامي / معاونت آموزشي پژوهشي وزارت فرهنگ وارشاد إسلامي.
- الذريعة إلى تصانيف الشيعة. آغا بزرگ الطهراني، طبع بيروت - لبنان، تاريخ الطبع مفقود، منشورات دار الأضواء.

### إشارات مرجعية
1. ↑  
موسوعة مؤلفي الإمامية - ج2. ص. 30. مؤرشف من الأصل في 2019-12-08. {{استشهاد بكتاب}}: الوسيط |الأول= يفتقد |الأخير= (مساعدة)
2. ↑  
الطهراني، آغا بزرگ. الذريعة إلى تصانيف الشيعة - ج16. ص. 282. مؤرشف من الأصل في 2019-12-15.
3. ↑  
الطهراني، آغا بزرگ. الذريعة إلى تصانيف الشيعة - ج18. ص. 343. مؤرشف من الأصل في 2019-12-15.